# Rhizothera
Rhizothera G.R. Gray, 1841 è un genere di uccelli della famiglia Phasianidae.

## Tassonomia
Il genere comprende due sole specie:
- Rhizothera longirostris (Temminck, 1815)
- Rhizothera dulitensis Ogilvie-Grant, 1895